# 2008年北京オリンピックの野球競技・アフリカ予選
2008年北京オリンピックの野球競技・アフリカ予選（2008ねんペキンオリンピックのやきゅうきょうぎ・アフリカよせん）は、2007年（平成19年）12月15日から12月17日にかけて、南アフリカのヨハネスブルグで行われた野球の国際大会。

## 概要
元々はケープタウンでの実施が予定されていた。アフリカ予選の優勝チームが2008年3月に台湾で開催される世界最終予選（大陸間プレーオフ）への出場権を獲得できる。

## 試合

### 西アフリカ予選
10月下旬にナイジェリアで行われ、ナイジェリア、ガーナの上位2カ国がアフリカ予選に進出。コートジボワールも参加予定だったが、棄権。
| 国             | 勝 | 負 | 勝率  |
| -------------- | -- | -- | ----- |
| ナイジェリア   | 3  | 0  | 1.000 |
| ガーナ         | 2  | 1  | .667  |
| ブルキナファソ | 1  | 2  | .333  |
| トーゴ         | 0  | 3  | .000  |

### アフリカ予選
マリ、チュニジア、ウガンダも当初は出場予定だったが棄権。

#### 出場国
- カメルーン
- ガーナ
- ジンバブエ
- ナイジェリア
- 南アフリカ共和国（開催国）
- レソト

#### 試合スケジュール
- 12月15日
- 9:00

 ガーナ 22 - 0  カメルーン
 ナイジェリア 17 - 3  ジンバブエ
- 12:20

 レソト 18 - 1  カメルーン
 南アフリカ共和国 20 - 0  ジンバブエ
- 15:30

 南アフリカ共和国 29 - 0  レソト
 ナイジェリア 13 - 5  ガーナ
- 12月16日

 南アフリカ共和国 16 - 1  カメルーン （5回コールド）
 ガーナ 3 - 1  ジンバブエ （6回雨天コールドゲーム）
 ナイジェリア -  南アフリカ共和国 （雨天延期）
 ガーナ -  レソト （雨天延期）
 カメルーン -  ジンバブエ （雨天延期）
- 12月17日
  - 9:00

 南アフリカ共和国 12 - 2  ナイジェリア
 ガーナ 11 - 5  レソト
 ジンバブエ 19 - 11  カメルーン
- - 12:20

 ナイジェリア 22 - 5  カメルーン
 南アフリカ共和国 15 - 0  ガーナ
 ジンバブエ 7 - 4  レソト
- - 15:00

 ナイジェリア -  レソト （中止）

### 結果
| 順位 | 試合 | チーム           | 勝 | 負 | 勝率  |
| ---- | ---- | ---------------- | -- | -- | ----- |
| 1    | 5    | 南アフリカ共和国 | 5  | 0  | 1.000 |
| 2    | 4    | ナイジェリア     | 3  | 1  | .750  |
| 3    | 5    | ガーナ           | 3  | 2  | .600  |
| 4    | 5    | ジンバブエ       | 2  | 3  | .400  |
| 5    | 4    | レソト           | 1  | 3  | .250  |
| 6    | 5    | カメルーン       | 0  | 5  | .000  |

※南アフリカが世界最終予選への出場権を獲得